# Presidente de Chipre
El Presidente de la República de Chipre (en griego: Πρόεδρος της Κυπριακής Δημοκρατίας) es el cargo que recibe quien ostenta el poder ejecutivo, tanto la jefatura de Estado como la de Gobierno, en el mencionado país. El cargo fue creado en el año 1960, después de que Chipre obtuviese su independencia del Reino Unido.
La Constitución exige que el presidente sea un ciudadano de la comunidad grecochipriota elegido por votantes de esta comunidad y el vicepresidente de la turcochipriota elegido por votantes de su respectiva comunidad. La oficina del vicepresidente ha estado vacante desde la invasión turca de la isla en 1974 y la ocupación en curso de una parte del país.

## Presidentes
| Espectro político      |
| ---------------------- |
| Eniaion DIKO DISY AKEL |

| Presidente de la República | Presidente de la República               | Presidente de la República                                 | Inicio                                     | Fin                                        | Partido                             | Elecciones   |
| -------------------------- | ---------------------------------------- | ---------------------------------------------------------- | ------------------------------------------ | ------------------------------------------ | ----------------------------------- | ------------ |
| 1                          |                                          | Arzobispo Makarios (1913-1977) Presidente constitucional   | 16 de agosto de 1960                       | 15 de julio de 1974                        | Independiente                       | 195919681973 |
|                            |                                          | Níkos Sampsón (1935-2001) Presidente de facto              | 15 de julio de 1974                        | 23 de julio de 1974                        | Militar                             | -            |
|                            |                                          | Gláfkos Klirídis (1919-2013) Presidente interino           | 23 de julio de 1974                        | 7 de diciembre de 1974                     | Eniaion                             | -            |
| 1                          |                                          | Arzobispo Makarios (1913-1977) Presidente constitucional   | 7 de diciembre de 1974                     | 3 de agosto de 1977                        | Independiente                       | -            |
| 2                          |                                          | Spýros Kyprianoú (1932-2002) Presidente constitucional     | 3 de agosto de 1977                        | 26 de enero de 1978                        | DIKO                                | -            |
| 2                          | 26 de enero de 197828 de febrero de 1983 | Spýros Kyprianoú (1932-2002) Presidente constitucional     | 28 de febrero de 198328 de febrero de 1988 | 19781983                                   | DIKO                                |              |
| 3                          |                                          | Giórgos Vasileíou (1931-) Presidente constitucional        | 28 de febrero de 1988                      | 28 de febrero de 1993                      | Independiente (apoyado por el AKEL) | 1988         |
| 4                          |                                          | Gláfkos Klirídis (1919-2013) Presidente constitucional     | 28 de febrero de 199328 de febrero de 1998 | 28 de febrero de 199828 de febrero de 2003 | DISY                                | 19931998     |
| 5                          |                                          | Tássos Papadópoulos (1934-2008) Presidente constitucional  | 28 de febrero de 2003                      | 28 de febrero de 2008                      | DIKO                                | 2003         |
| 6                          |                                          | Dimítris Christófias (1946-2019) Presidente constitucional | 28 de febrero de 2008                      | 28 de febrero de 2013                      | AKEL                                | 2008         |
| 7                          |                                          | Níkos Anastasiádis (1946-) Presidente constitucional       | 28 de febrero de 201328 de febrero de 2018 | 28 de febrero de 201828 de febrero de 2023 | DISY                                | 20132018     |
| 8                          |                                          | Níkos Christodoulídis (1973-) Presidente constitucional    | 28 de febrero de 2023                      | presente                                   | Independiente                       | 2023         |

Nota: En 1974, Turquía invadió el Norte de Chipre, y en 1983 se creó la República Turca del Norte de Chipre. Desde 1974, el presidente de Chipre ejerce su funciones en el sur de la isla.